# Manihot
Manihot és un gènere de plantes de la família de les euforbiàcies, amb 98 espècies a Amèrica tropical i càlida. El membre més conspicu és tapioca ('Manihot esculenta) (yuca, mandioca, casava o casabe).
Les spp. de Manihot són menjades (aliment) per les larves d'algunes spp. de Lepidoptera incloent Endoclita sericeus i Hypercompe hambletoni.

## Taxonomia
- Manihot brasiliensis
- Manihot esculenta
- Manihot glaziovi
- Manihot grahamii
- Manihot palmata